# Canada aux Jeux paralympiques d'hiver de 2014
Le Canada participe aux Jeux paralympiques d'hiver de 2014 à Sotchi, en Russie, du 7 au 16 mars 2014. Il s'agit de la onzième participation de ce pays aux Jeux paralympiques d'hiver.
L'équipe canadienne remporte 16 médailles alors que, 4 ans plus tôt, pour les Jeux paralympiques disputés à domicile, la Canada avait remporté 19 médailles : 10 en or,  5 en argent et 4 en bronze.
Le skieur de fond Brian McKeever se distingue en remportant les 3 courses auxquelles il a participé. L'équipe de curling, quant à elle, conserve son titre acquis 4 ans plus tôt.
Avec la Russie, le Canada est le seul pays à avoir remporté des médailles dans les 5 sports au programme : biathlon, curling en fauteuil, hockey sur luge, ski alpin et ski de fond.

## Médaillés
| Sport                   | Discipline               | Athlète(s) | Catégorie  | Performance   | Date    |
| Médailles d'or : 7      |                          | |            |               |         |
| Curling                 | Tournoi mixte            | Jim Armstrong Ina Forrest Dennis Thiessen Sonja Gaudet Mark Ideson | -          | 8-3           | 15 mars |
| Ski alpin               | Slalom géant hommes      | Mac Marcoux | Malvoyants | 2 min 29 s 62 | 15 mars |
| Ski alpin               | Super combiné hommes     | Josh Dueck | Assis      | 2 min 18 s 20 | 14 mars |
| Ski de fond             | 1 km sprint libre hommes | Brian McKeever | Malvoyants | 3 min 59 s 6  | 12 mars |
| Ski de fond             | 10 km libre hommes       | Brian McKeever | Malvoyants | 23 min 18 s 1 | 16 mars |
| Ski de fond             | 20 km classique hommes   | Brian McKeever | Malvoyants | 57 min 37 s 1 | 10 mars |
| Ski de fond             | 10 km hommes             | Chris Klebl | Assis      | 23 min 18 s 1 | 16 mars |
| Médailles d'argent : 2  |                          | |            |               |         |
| Biathlon                | 7,5 km                   | Mark Arendz | Debout     | 19 min 14 s 4 | 8 mars  |
| Ski alpin               | Descente hommes          | Josh Dueck | Assis      | 1 min 24 s 19 | 8 mars  |
| Médailles de bronze : 7 |                          | |            |               |         |
| Biathlon                | 12,5 km hommes           | Mark Arendz | Debout     | 30 min 31 s 0 | 11 mars |
| Ski alpin               | Descente hommes          | Mac Marcoux | Malvoyants | 1 min 23 s 02 | 8 mars  |
| Ski alpin               | Super-G hommes           | Mac Marcoux | Malvoyants | 1 min 20 s 77 | 9 mars  |
| Ski alpin               | Slalom hommes            | Chris Williamson | Malvoyants | 1 min 48 s 61 | 13 mars |
| Ski alpin               | Super-G hommes           | Caleb Brousseau | Assis      | 1 min 22 s 05 | 9 mars  |
| Ski alpin               | Slalom femmes            | Kimberly Joines | Assis      | 2 min 15 s 16 | 12 mars |
| Hockey sur luge         | Tournoi mixte            | Benoît St-Amand Corbin Watson Kevin Rempel Marc Dorion Tyler McGregor Anthony Gale Ben Delaney Greg Westlake Billy Bridges Karl Ludwig Dominic Larocque Brad Bowden Derek Whitson Adam Dixon Steve Arsenault James Gemmell Graeme Murray | -          | 3-0           | 15 mars |

## Par discipline
Le pays est représenté par 56 athlètes.

### Biathlon
Alors qu'en 2010 le Canada était absent des podiums de biathlon, lors de l'édition des Jeux de Sotchi, le pays remporte deux médailles grâce à Mark Arendz : une en argent, et une en bronze.

### Curling
L'équipe canadienne de curling handisport conserve son titre acquis 4 ans plus tôt à Vancouver.

Avec 7 victoires et 2 défaites, le Canada termine 2e de la phase préliminaire et se qualifie pour les demi-finales où il bat la Chine 5 à 4. En finale, les canadiens battent nettement la Russie 8 à 3. 

### Hockey sur luge
Après une phase préliminaire parfaite puisque le Canada termine 1er du Groupe A grâce à 3 victoires en autant de matches disputés, l'équipe s'incline 3-0 en demi-finales contre le voisin américain. Lors de la petite finale, les canadiens battent la Norvège 3 à 0

### Ski alpin / Snowboard
Alors qu'en 2010, le Canada avait remporté 12 médailles (6 en or, 3 en argent et 3 en bronze), lors de ces Jeux, il se contente de 8 médailles, dont 2 en or.
Chez les femmes, seule Kimberly Joines remporte une médaille de bronze alors qu'aux Jeux de Vancouver, les femmes avaient brillé avec 11 médailles sur les 12 reportées par l'équipe canadienne de ski alpin.
Du côté des hommes, Mac Marcoux remporte 3 médailles (1 en or et 2 en bronze), tandis que Josh Dueck en gagne 2 (1 en or et une en argent).

### Ski de fond
En 2014, aucune canadienne ne monte sur un podium de ski de fond alors que Colette Bourgonje avait remporté 2 médailles en 2010.
Chez les hommes, 4 ans après avoir remporté 3 médailles d'or en 3 courses disputées, Brian McKeever réitère son exploit avec 3 nouveaux titres à Sotchi. Chris Klebl apporte une 4e médaille d'or au Canada après sa victoire en 10 km assis.